# Brooklyn
Brooklyn (đặt theo tên thị trấn Breukelen của Hà Lan) là một trong năm quận của Thành phố New York. Quận Brooklyn nằm ở tây nam quận Queens, trên mũi phía tây của Long Island. Đây là một thành phố độc lập cho đến khi nó được sáp nhập vào Thành phố New York năm 1898. Brooklyn là quận đông dân nhất của Thành phố New York với 2,5 triệu người, và là quận lớn thứ nhì về diện tích đất. Từ năm 1896, Brooklyn có cùng địa giới với quận King (quận tiểu bang), một quận đông dân nhất của tiểu bang New York và là quận có mật độ dân số đông thứ hai tại Hoa Kỳ, sau quận New York (là quận Manhattan của Thành phố New York).
Mặc dù là một phần của Thành phố New York, Brooklyn có một nền văn hóa riêng biệt, nghệ thuật độc lập và di sản kiến trúc độc đáo. Nhiều khu dân cư của Brooklyn là những khu vực sắc tộc biệt lập.
| Sơ lược về năm quận của New York  |                    |                                 |               |               |
| Khu vực thẩm quyền                | Khu vực thẩm quyền | Dân số                          | Diện tích đất | Diện tích đất |
| Quận (thành phố)                  | Quận (tiểu bang)   | ước tính vào 1 tháng 7 năm 2008 | dặm vuông     | Cây số vuông  |
| Manhattan                         | New York           | 1.634.795                       | 23            | 59            |
| the Bronx                         | Bronx              | 1.391.903                       | 42            | 109           |
| Brooklyn                          | Kings              | 2.556.598                       | 71            | 183           |
| Queens                            | Queens             | 2.293.007                       | 109           | 283           |
| Staten Island                     | Richmond           | 487.407                         | 58            | 151           |
| Thành phố New York                | Thành phố New York | 8.363.710                       | 303           | 786           |
| Tiểu bang New York                | Tiểu bang New York | 19.490.297                      | 47.214        | 122.284       |
| Nguồn: Cục điều tra dân số Hoa Kỳ |                    |                                 |               |               |